# Dia Internacional dos Direitos Humanos
O Dia Internacional dos Direitos Humanos foi estabelecido pela Organização das Nações Unidas (ONU) e celebra-se em 10 de dezembro.

## História
A data foi escolhida para homenagear a adoção e proclamação pela Assembleia Geral das Nações Unidas, em 10 de dezembro de 1948, da Declaração Universal dos Direitos Humanos (DUDH), a primeira enunciação global dos direitos humanos e uma das primeiras grandes conquistas das novas Nações Unidas. O estabelecimento formal do Dia dos Direitos Humanos ocorreu na 317ª Reunião Plenária da Assembleia Geral, em 4 de dezembro de 1950, quando a Assembleia Geral declarou a resolução 423(V), convidando todos os Estados membros e quaisquer outras organizações interessadas a celebrar o dia como bem entendessem.
O dia é normalmente marcado tanto por conferências e reuniões políticas de alto nível como por eventos culturais e exposições que tratam de questões de direitos humanos. Além disso, é tradicionalmente no dia 10 de Dezembro que são atribuídos o Prêmio quinquenal das Nações Unidas no domínio dos Direitos Humanos e o Prémio Nobel da Paz. Muitas organizações governamentais e não governamentais ativas no campo dos direitos humanos também programam eventos especiais para comemorar a data, assim como muitas organizações civis e de causas sociais.

## Variação de data
Na África do Sul, o Dia dos Direitos Humanos é celebrado em 21 de março, em memória do massacre de Sharpeville, ocorrido em 21 de março de 1960. Este massacre ocorreu como resultado de protestos contra o regime do Apartheid na África do Sul. O Dia dos Direitos Humanos na África do Sul foi declarado feriado nacional quando o ANC foi eleito como governo com Nelson Mandela como o primeiro líder democraticamente eleito. O papel do Parlamento neste dia é capacitar o povo para que os processos democráticos se tornem conhecidos por todos os sul-africanos.